# Syndipnus ungavae
Syndipnus ungavae là một loài tò vò trong họ Ichneumonidae.